# Област Футами
Област Футами (јап. 二海郡) Futami-gun се налази у субпрефектури Ошима, Хокаидо, Јапан. 
2004. године, у области Футами живело је 16.975 становника и густину насељености од 23,08 становника по км². Укупна површина је 735,60 км².

## Вароши
- Јакумо

## Историја
Име Футами произлази из тога што област излази на два мора, Јапанско море и на залив Учијура, који је залив Тихог океана. Јакумо је једина општина која излази на Јапанско море и Пацифик. 
- 1. октобра 2005. године, стара варош Јакумо (из области Јамакоши, субпрефектура Ошима) спојио се са вароши Кумаиши (из области Ниши, субпрефектура Хијама) и формира нову и проширену варош Јакумо. Бивша варош Кумаиши у исто време је прикључена субпрефектури Ошима.